# Glycaspis mannifera
Glycaspis mannifera är en insektsart som först beskrevs av Walter Wilson Froggatt 1900.  Glycaspis mannifera ingår i släktet Glycaspis och familjen rundbladloppor. Inga underarter finns listade i Catalogue of Life.